# Агломерат (металлургия)

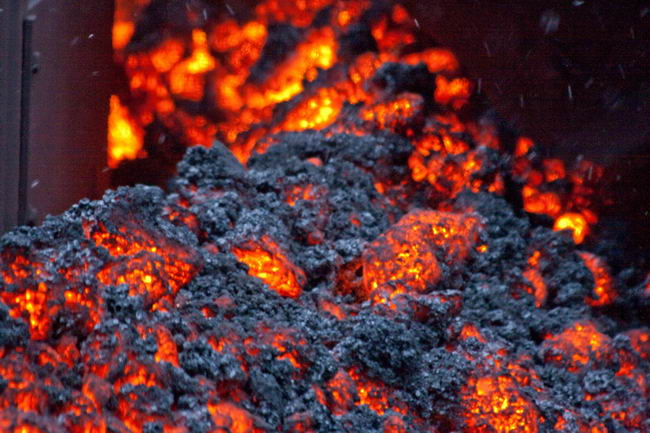
Охлаждение железорудного агломерата

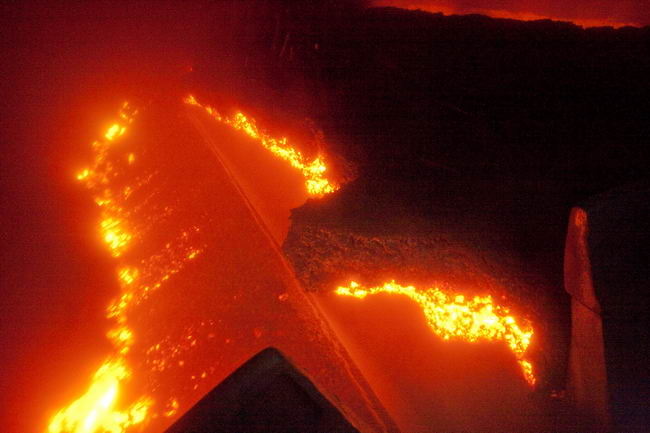
Сход агломерата с агломашины

Агломера́т — окускованный рудный концентрат, полученный в процессе агломерации. Спёкшаяся в куски мелкая (часто пылевидная) руда размерами 5—100 мм с незначительным содержанием мелочи. Агломерат получают при обжиге железных и свинцовых руд, цинковых концентратов и других. В чёрной металлургии является основным железорудным сырьём для получения чугуна в доменной печи.

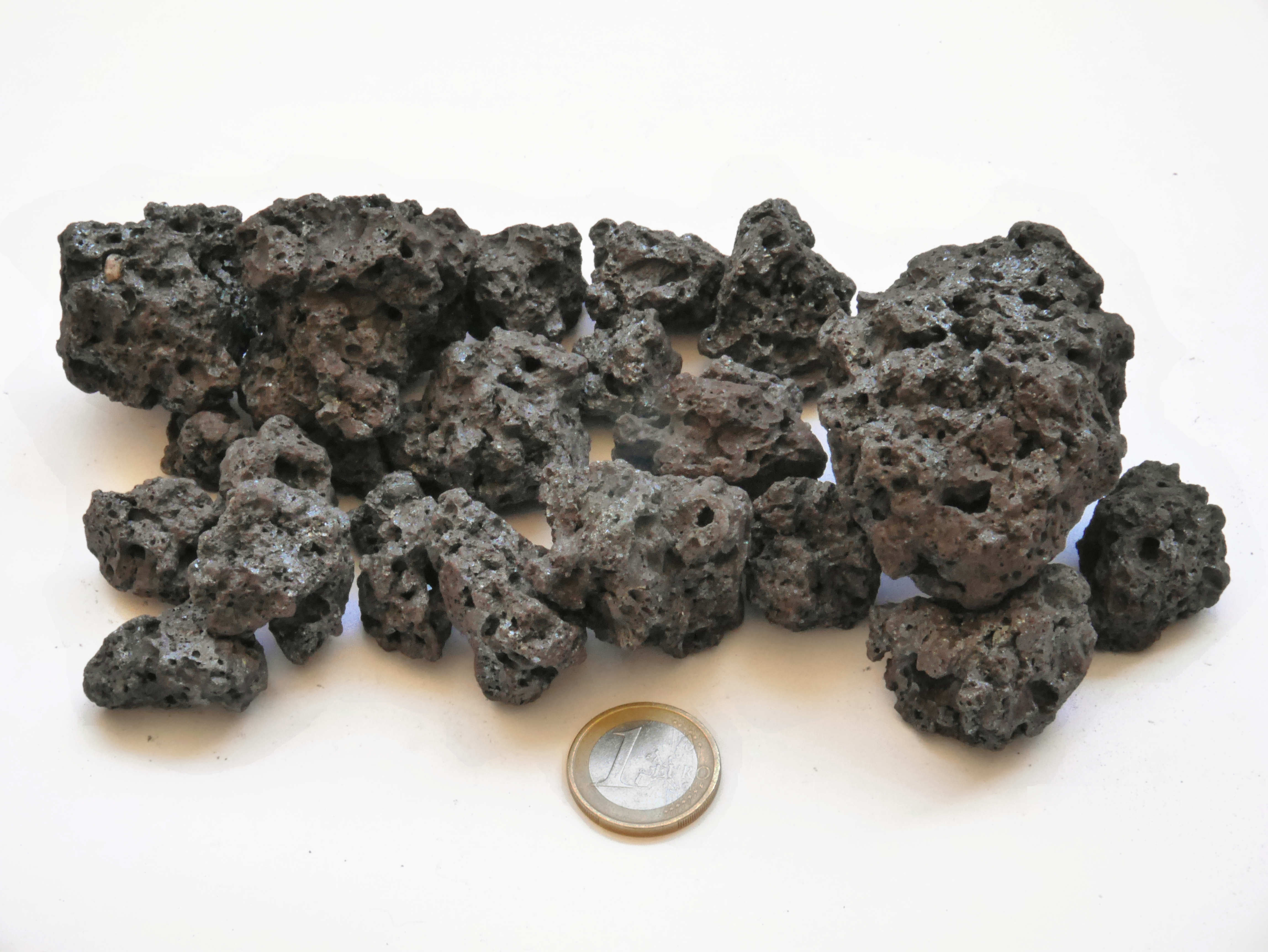
Куски железорудного агломерата (монета в 1 евро для масштаба)

## Место в металлургической технологии
Руды делятся на богатые и бедные, причём богатой называется такая руда, что экономически оправдано непосредственное использование её в металлургической промышленности, например, в качестве сырья в доменной печи. Непосредственная выплавка металла из бедных руд нецелесообразна, так как для получения из них достаточно чистого металла придётся применять слишком дорогое его рафинирование. Дешевле обогатить руду. Для этого её дробят и по определённой технологии отделяют те частицы, в которых содержится много соединений металла. Например, железные руды часто подвергаются магнитной сепарации: богатые соединениями железа частицы руды отделяют от остальных магнитным полем. Но полученный концентрат имеет слишком мелкую фракцию, в печь его загружать нельзя: его просто вынесет из печи потоком газа.

## Описание процесса
При производстве агломерата основными компонентами шихты являются железорудные концентраты, железная руда, шламы, окалина, флюсы и твердое топливо. Их смешивают в заданном массовом соотношении, удовлетворяющем требованиям получения агломерата при определенных технологических параметрах.
Концентрат спекают на агломашинах, при этом легкосплавная часть смеси расплавляется и удерживает собой более твёрдые частицы. Для этого его смешивают с порошкообразным коксом, флюсами (как правило, известняк или доломит) и окомковывают. Затем полученная шихта загружается равномерным слоем на агломашину. Зажигание и внешний нагрев шихты осуществляется продуктами сжигания природного газа в горне. Спекание подготовленной шихты является основным этапом в технологии получения агломерата. Этот процесс ведется на колосниковой решетке агломашины при просасывании воздуха в результате развития высоких температур при горении углерода топлива в слое шихты.
Процесс агломерации носит слоевой характер. По высоте спекаемый слой шихты можно условно разделить на следующие зоны:
1. Зона переувлажнения шихты.
2. Зона сушки и интенсивного нагрева шихты.
3. Зона горения и максимальных температур.
4. Зона кристаллизации и готового агломерата.

С момента зажигания шихты содержащаяся в ней влага испаряется и переходит в отходящий газ. Проходя через холодные части слоя шихты, газ охлаждается до температуры ниже точки росы, то есть до температуры, при которой пары воды конденсируются и шихта переувлажняется. В зоне сушки и нагрева происходит испарение влаги и интенсивный нагрев шихты до температуры воспламенения коксовой мелочи с разложением карбонатов, окислением сульфидов и частично магнетита. В зоне горения и максимальных температур помимо горения углерода и образования жидкой фазы, протекают и завершаются сложные процессы диссоциации карбонатов, твердофазного взаимодействия, окисление сульфидов и магнетитов, а также восстановление высших оксидов железа. В зоне кристаллизации и охлаждения агломерата, одновременно с окончанием процесса горения, начинается постепенное понижение температуры спека, сопровождаемое переходом из расплавленного состояния в твердое, а затем протекают процессы кристаллизации с выпадением новых минералов, развитие которых определяется скоростью охлаждения.
Продукты сгорания, проходя через слой шихты, производят её нагрев и приводят к образованию пористой структуры, характерной для агломерата. Разрежение создаваемое в вакуум-камерах, расположенных под колосниковой решеткой аглотележек позволяет не допустить попадания продуктов сгорания в воздушное пространство помещения цеха.
По мере движения спекательных тележек к хвостовой части агломашины, горение с верхнего слоя распространяется в нижние слои. При сгорании кокса, в шихте образуется зона горения высотой 15—30 мм с температурой 1400—1600 °C, передвигающаяся вниз к колосникам с вертикальной скоростью спекания 0,2—0,6 мм/сек. В таких условиях зона горения приобретает форму наклонной плоскости. Максимальная температура газов свидетельствует об окончании процесса спекания. Окончание процесса спекания определяют также по излому спека в конце аглоленты. Кроме зоны спекания на агломашине предусмотрена также зона охлаждения агломерата.
Охлаждённый агломерат дробят и подвергают грохочению для выделения возврата (слишком мелкого, чтобы его можно было использовать для выплавки металла) и постели (которая, в свою очередь, может быть разделена по крупности на несколько фракций). Особенностью процесса агломерации является наличие возврата (мелочь агломерата, отсеянная после его дробления), содержание которого в шихте оказывает существенное влияние на весь процесс.

## Виды агломератов
- Доломитизированный агломерат — железорудный агломерат, офлюсованный доломитом.
- Железорудный агломерат — агломерат железосодержащей руды. Является сырьём для доменной печи.
- Марганцовистый агломерат — железорудный агломерат из шихты с введением марганцевой руды.
- Железомарганцевый агломерат — агломерат марганцевой руды, используемый для выплавки ферромарганца в доменных и ферросплавных печах. В сравнении с железорудным агломератом характеризуется большей оплавленностью, меньшей пористостью (39—45 %) и восстановимостью.
- Металлизованный агломерат — железорудный агломерат, в котором часть оксидов железа восстановлена до железа в ходе спекания шихты с повышенным расходом твёрдого топлива. Метод предложен В. Дэвисом (США) в 1958 г.
- Оксидный агломерат — железорудный агломерат с невысоким (3—4 %) содержанием FeO. Имеет высокие прочностные свойства.
- Неофлюсованный агломерат — железорудный агломерат, полученный без введения в шихту известняка.
- Низкоофлюсованный агломерат — железорудный агломерат, полученный из шихты, в которую введен известняк в количестве меньшем необходимо для офлюсования содержащихся в шихтовых материалах SiO2 и Аl2O3.
- Высокоофлюсованный агломерат — железорудный агломерат, получаемый из шихты, для улучшения металлургических свойств в которую введён известняк в количестве большем, чем необходимо для офлюсования содержащихся в агломерате SiO2 и Аl2О3.
- Офлюсованный агломерат — железорудный агломерат. Введён известняк для офлюсования в шихтовых материалах SiO2 и Аl2О3.
- Офлюсованный марганцевый агломерат — агломерат для выплавки высокоуглеродистого ферромарганца флюсовым способом, получаемый спеканием оксидного (карбонатного) марганцевого концентрата с флюсом (известняком или доломитом) и топливом (коксом, антрацитом, нефтекоксом и других). Как компоненты-стабилизаторы структуры офлюсованного агломерата используют оксиды магния, железа, бария и других.
- Самоплавкий агломерат — железорудный агломерат, получаемый из шихты (СаО + MgO)/(SiO2 + Аl2О3).
- Стабилизированный («калиброванный») агломерат — агломерат, механически обработанный непосредственно после спекания. В ходе стабилизации разрушаются крупные куски агломерата по неспечённым включениям шихты, скоплениям хрупкого стекла и по участкам концентрации внутренних напряжений. Полученный высококачественный агломерат обеспечивает значительное увеличение производительности доменной печи. Впервые получен Л. Р. Мигуцким во вращающихся барабанах из прутьев в 1964—1965 годах на ЮГОКе (Украина). В большинстве случаев происходит снижение выхода годного и производительности аглофабрики.
- Фосфористый агломерат — продукт окускования пылеватых фосфоритов для выплавки руды в руднотермических печах. Фосфориты подвергаются сушке, дегидрации, декарбонизации. При температуре 1400—1600 °C в зоне горения твёрдого топлива плавятся силикаты и, частично, зерна фторапита. Это позволяет получить достаточное количество стеклообразной силикатно-фосфатной связки, скрепляющей зерна первичного апатита в готовом агломерате.
- Хромитовый агломерат — является производной хромовых руд и их концентратов, состоящих из хромита (FeO-Cr2O3) и серпентина Mg3Si2O5(OH)4.